# Dinuka Deshan
Dinuka Deshan Halgama Vithanalage (singhalesisch දිනුක දේශාන් හල්ගම විතානලාගේ, * 6. Oktober 2000) ist ein sri-lankischer Sprinter, der sich auf den 400-Meter-Lauf spezialisiert hat.

## Sportliche Laufbahn
Erste internationale Erfahrungen sammelte Dinuka Deshan im Jahr 2022, als er bei den Asienspielen in Hangzhou mit der sri-lankischen 4-mal-400-Meter-Staffel im Vorlauf zum Einsatz kam und damit zum Gewinn der Bronzemedaille beitrug.
2023 wurde Deshan sri-lankischer Meister in der Mixed-Staffel.

## Persönliche Bestleistungen
- 400 Meter: 46,46 s, 29. Juli 2023 in Diyagama